# مگ گریفن

مگ گریفن

مگان "مگ" گریفن (به انگلیسی: Megan "Meg" Griffin) یک شخصیت خیالی در سریال پویانمایی فمیلی گای می‌باشد. او بزرگترین فرزند خانواده گریفن می‌باشد. در فصل اول، لیسی شابرت به جای این شخصیت صحبت می‌کرد، ولی از فصل دوم تاکنون میلا کونیس به جای این شخصیت حرف می‌زند.

## ویژگی‌ها
او یک دختر نوجوان است که دغدغه‌های سن خودش را دارد. او می‌خواهد با پسران جذاب دوست باشد یا شخصیت محبوبی در دبیرستان باشد.
او توسط خانوادهٔ خود مورد تمسخر و استهزا قرار می‌گیرد؛ اگرچه گاهی اوقات نیز احساس محبت نسبت به او از طرف خانواده حس می‌شود.
در فصل ۱۲ مشخص شد اسم کامل مگ "مگاتون" گریفن است و پیتر اسم او را دچار تغییراتی کرده‌است. مگ با اختلاف منفورترین شخصیت فمیلی‌گای بوده و می‌توان گفت حتی مخاطبین هم به‌نوعی از آسیب‌دیدن و شکست‌های مگ لذت می‌برند . 